# 穩定鹽反應爐

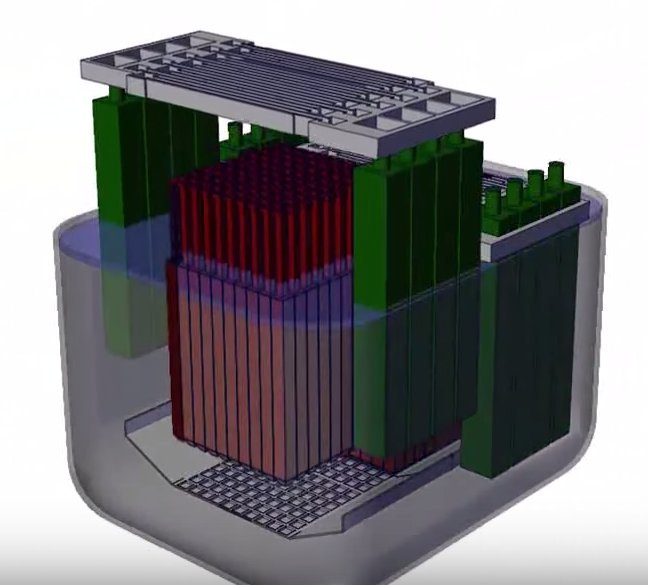
一個穩定鹽反應爐核心，其中灰色的是支撐結構，綠色的事熱交換器與幫浦，核燃料組件則為紅色。

穩定鹽反應爐（SSR）是一個由英國Moltex能源有限公司所提出設計的核子反應爐。它代表著在熔鹽反應爐技術上的一種突破，並且有讓核能發電變得更安全且更便宜的潛力。
根據Moltex能源公司研究顯示，熔鹽燃料反應爐是唯一從根本上針對安全性進行改進的設計。這些反應爐不需要昂貴的圍阻結構來讓核反應保持穩定。在車諾比事件的兩種最麻煩的副產物——氣態的銫-137與碘-131，對於土地和人體會產生危害。這種危害存在於任何水冷式反應爐，然而在熔鹽反應爐中，這些有害物質並非以氣體的形式存在，它們被固定於非揮發性的熔鹽中，這些熔鹽在大多數意外發生的情況下是無法離開發電廠的。
Moltex能源公司使用計算流體力學驗證一個穩定燃料概念的可行性。固體的燃料棒由熔鹽燃料所取代，在組裝上非常類似於現今的輕水反應爐技術。其結果是一個簡單、低成本的反應爐，使用現今核能技術的元件，但是擁有所有熔鹽反應爐在安全上的優勢。

## 穩定鹽技術

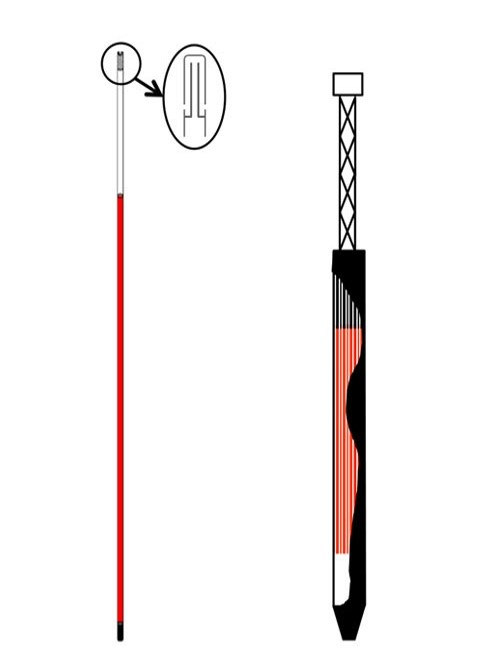
一根燃料管與其“潛水鐘”式出氣口，右圖為其完整的組裝。

穩定鹽反應爐心的基本單元是燃料組件。每個組件包含了400根燃料管，每根燃料管直徑為10毫米，長1.6公尺，其中有一條1毫米的螺旋導線包覆，並用燃料鹽加以填充。燃料管頂端具有一個潛水鐘式出氣口讓和裂變產生的氣體得以排出。
特別的是這個反應爐是長方體。這樣的設計在中子擴散問題上效率較圓柱狀爐心的設計還要來得差，但是對於燃料組件的移動上較為簡單，而且反應爐心的擴增也較為方便，只要添加額外的模組即可。
組件的移動透過橫向運輸的方式穿越爐心，新組件由其中一端移入，舊的則由另外一端移出，類似於坎杜反應爐的燃料替換方式。組件只有在被移動到旁邊時需要稍微被抬起，整個過程都在冷卻劑中進行。

## 模組化建造

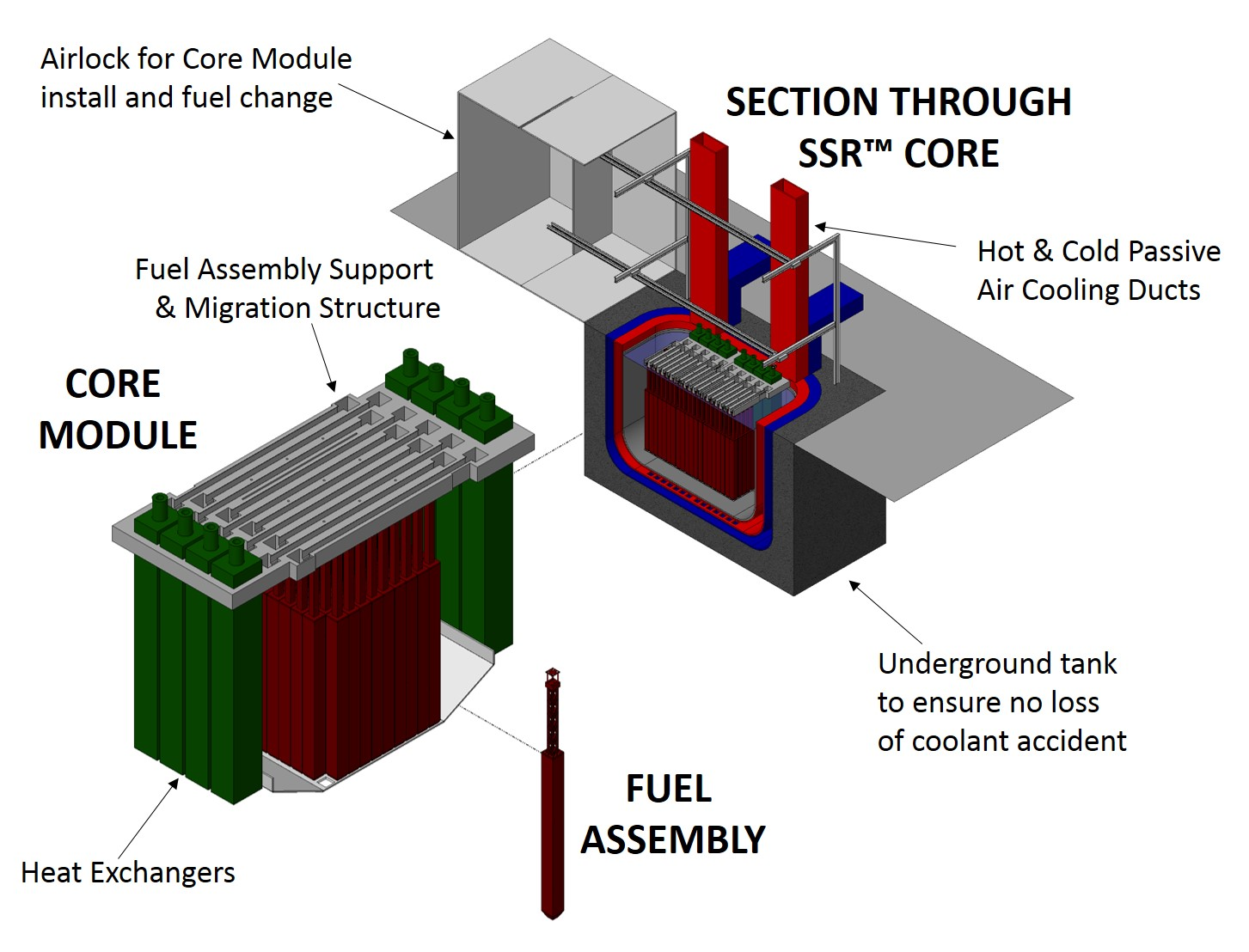
反應爐模組，還有由兩塊模組組裝而成的300百萬瓦反應爐核心。

反應爐核心由模組組合而成，每個核心的熱輸出功率為375百萬瓦，裝有10排每排10支的燃料組件、上下支撐網、熱交換器、泵、控制組件和儀器。兩個以上的模組並排組裝於一個長方形的反應槽。一個1200百萬瓦的反應爐甚至可能裝在一輛卡車上，使得這項技術所設計的反應爐比當今其他的反應爐還要小得多。
每個模組(不包含燃料組件)在經過測試、組裝完成以後被遞送到施工地點，並且都可以透過公路運送。在電廠工程完成後模組可以被安裝在不鏽鋼槽中進行試運行。
反應爐的頂部由一個裝填有氬氣的圓頂容器組成，結合了兩個起重機裝置，一個低負載起重機負責爐心內燃料組件的移動，一個高負重裝置用來將燃料組件移入與移出冷卻池，必要時也可以移動整塊模組。所有反應爐維護都由遠端操控進行。

## 安全
穩定鹽反應爐的安全設計特點在於其第一道防線上的安全措施。反應爐的安全與維穩過程中皆不需要操作員或者主動系統的介入。以下是關於SSR的主要內建安全特點：

### 反應控制
安全部门改革是自我控制和没有机械控制是必需的。有零余的反应可在任何时间；即率裂变产生热量相匹配的速率加热，正在拆除。这是通过组合的一个高负温度系数的反应性和能力不断提取热量燃料管。作为热带出系统的温度下降，造成反应性的上涨。当反应器加热的反应下降，使其稳定在所有的时间。

### 揮發性來源
使用熔盐燃料用适当的化学消除了有害的挥发性碘和铯源的条件，让多层次遏制不必要在防止空气中的放射性羽流在发生严重事故的情况。
本崇高的气体氙气和氪将离开反应器核心在正常操作的，但是被困住，直到他们放射性同位素的衰变，因此将非常小，可能释放的事故。

### 無高壓
反應爐內的高壓是導致放射性物質從水冷式反應爐中擴散的原因之一。熔鹽燃料和冷卻劑的沸點遠高於SSR的運作溫度，因此其核心可在大氣壓力下運作。將會產生蒸氣的系統與放射性爐心，用加入第二層循環冷卻劑的方式來進行物理上的阻隔，消除了反應爐的熱源驅動。燃料管中的高壓則透過排氣口將裂變氣體排至冷凝熔鹽之中。

### 化學反應
壓水反應爐（PWRs）中的鋯與快速反應爐中的鈉都有造成爆炸或火災的潛在風險。SSR中完全沒有這種容易產生劇烈化學反應的物質。

### 衰變熱的移除
在核能反應爐關閉之後，其運作時產生的能量有高達7%依然會持續產生，其來源是一些短半衰期的裂變產物。在一般反應爐中，要想消除這些衰變熱是相當具有挑戰性的，因為它們的溫度相當低。SSR的運作溫度較高，所以這些餘熱可以相當快的從爐心中移出。假如反應爐被關閉，或者所有主動降溫系統失靈，反應槽周圍的冷卻氣孔依然可以持續將爐心的衰變熱擴散出去。主要的熱傳遞機制是靠輻射傳遞。熱傳遞效率會隨著溫度升高而提升，所以在正常運作下可以忽略，然而即便溫度意外升高，這樣的設計也足以把衰變熱移除。主要的热量传输机构被辐射的。反應爐元件不會在這個過程中造成損壞，並且核電廠也可以在事件過後重新啟動。

## 燃料和材料
该燃料是由两个分之二氯化钠（表盐）和三分之一的钚的混合镧/锕系 trichlorides的。燃料初始的六个反应堆预期将来自股票纯二氧化钚从 普雷克斯流 重新处理传统的用过的核燃料、混合纯粹的 贫化铀 三氯化了。 进一步的燃料可能来自再处理核废料，从今天的车队的反应堆。
被一个氯化，更多的热力学稳定比相应的氟化盐，因此可以保持在一个强烈减少国家通过接触的牺牲核级锆金属加入作为涂层，或插入内，燃料管。 其结果是，燃料管可以从标准的核证的钢没有腐蚀风险。 由于该反应堆的运作的快速光谱，管子将暴露于很高 中子通量 ，并受到高损害(dpa)的水平，估计在100-200 和平协议在管的生活。 高中子受损宽容的钢如PE16因此将被用于管。 评估也是正在进行的其他钢快速中子数据如HT9,NF616和15-15Ti的。
平均功率密度在燃料盐150 千瓦/l，它允许一个非常慷慨的保证金用于盐的温度低于其沸点。 峰值功率双这个级别对于大量的时间不会超出安全的工作条件下的燃料管。

## 冷卻劑
冷却液盐在反应罐是 钠 氟化锆的混合物。 锆是不核级和中仍然包含-2%的 铪的。 这已影响最小核反应性的，但冷却盐的低成本和高度有效的中子屏蔽。 一米的冷却液降低了中子通量由四个数量级。 所有部件的安全部门改革是保护这个冷却剂的盾牌。
冷却剂也包含1 ％摩尔锆金属(溶解的形成2 ％摩尔ZrF2). 这减少了其 潜在的氧化还原 到一个水平，使其几乎无腐蚀性标准的钢。 在反应罐、支持结构和热交换器，因此可以构成离标准 316L型不锈钢中。
冷却液盐分发，通过反应堆堆芯中通过四个泵连接到的热交换器，在每个模块。 流率是适度的，大约1 m/s得低要求泵的电力。 没有冗余，以继续运行，在该事件的一个泵故障。

## 核廢問題的一種解方
大多数国家使用核动力选择储存废核燃料的地下深处，直到其 放射性 已减少的水平类似于天然铀。 作为一个wasteburner，安全部门改革提供了一种不同的方式来管理这种废物。
在运作的快速光谱，安全部门改革是有效地转变长期锕系元素进入更加稳定同位素。 今天的反应堆燃料的再加工的乏燃料需要很高纯度的钚，以形成一个稳定的颗粒。 安全部门改革可以有任何级别的镧和锕污染物在它的燃料，只要它仍然可以去至关重要的。 这种低水平的纯度极大地简化了的后处理方法对于现有的废物。
所使用的方法是基于 高温冶金处理 以及理解。 一个2016年的报告通过加拿大国家实验室在处理的坎杜燃料的估计高温冶金处理将有大约一半的成本的多个传统的再处理。 高温冶金处理的安全部门改革采用的只有三分之一的步骤的常规高温冶金处理，这将使它更便宜。 这是潜在竞争力的成本制造新鲜燃料从开采的铀。
废物流从安全部门改革将是在固体盐的形式在管。 这可能是玻璃化和地下储存于超过100,000年的计划，今天，或者它可以是重新处理。 在这种情况下， 裂变产物 会被分离出来并安全地存放在地面，为几百年来根据需要为它们腐烂的水平类似于铀矿石。 麻烦的长期 锕系元素 和剩余的燃料将回到反应堆在那里他们被烧毁并且转变成更稳定同位素。

## 其他穩定鹽反應爐的設計
稳定的盐反应堆技术具有高度的灵活性和可适应的几个不同的反应堆设计。 采用熔盐燃料标准的燃料组件允许稳定的盐版本的许多大型的各种核反应堆被认为是对全世界的发展的。 在今天的重点，但是允许迅速发展和部署低成本反应堆。
Moltex能是侧重于部署的快速光谱SSR-Wasteburner上所讨论的。 这一决定是主要的驱动下的技术挑战，并降低预测成本的这一反应器。
在较长时期内的根本性突破的熔盐燃料管开辟其他的选择。 这些已经发展到一个概念水平，以确认其可行性。 它们包括：
- 铀燃烧器(SSR-U) 这是一个热光谱的反应堆燃烧 低浓缩铀 可能更适合于联合国没有一个现有的核舰队和问题有关的废物。 它是缓与 石墨 的部分作为燃料组件。
- 钍饲养员(SSR-Th) 这种反应包含 的钍 在冷却盐这能滋生新的燃料。 钍是一种丰富的燃料来源，可以提供能源安全国没有土着铀的储备。

与此范围内的反应器的选择，并对大型全球储备的铀和钍的提供，稳定的盐反应器燃料的地球几千年。

## 經濟面
紧迫性的气候危机是推动核工业，以开发更廉价的技术，从而可以实现大规模部署。
在过夜的资本成本的稳定-盐反应是根据一个独立的费用估计数通过英国领先的核工程公司。结果是美元1950/kW。为了便于比较，资本成本的一个现代化的粉碎煤炭发电站在美国的美元3250/kW和成本的大规模核$5500/kW。进一步削减这过夜的费用预计为模块化的、基于工厂的建设。
这种低资本成本的结果在 成本是电力成本 (称)的美元44.64/兆瓦·h具有巨大的潜力可以而降低，因为更简单和固有的安全的苏维埃社会主义共和国。
该 国际能源机构 预测，核将保持恒定的小的作用，在全球能源供应的市场机会的219 GWe至2040的。 与改善经济的苏维埃社会主义共和国，Moltex能源预测，它有可能访问的一个市场超过1300 GWe到2040年的。

## 未來展望
2014年有一专利授予，在设计已经成熟和安全的情况下，正在顺利与核管制当局开始正式讨论。

## 外部連結
- Stable Salt Reactor Technology Introduction （页面存档备份，存于），YouTube影片
- Moltex Energy SSR Fly Through （页面存档备份，存于），YouTube影片
- （页面存档备份，存于）, Modular Stable Salt Reactors - a simpler way to use molten salt fuel - Ian Scott Moltex Energy
- （页面存档备份，存于）, How New Nuclear Could Lift Renewables at a Third of Hinkley Cost